# Курочкин, Виктор Львович
Ви́ктор Льво́вич Ку́рочкин (род. 29 сентября 1954, Теджен, Туркменская ССР, СССР) — советский и туркменский футболист, тренер. Заслуженный тренер Туркменистана.

## Биография
Родился недалеко от Ашхабада, в городке Теджен. Поступив в ашхабадский ПТУ, стал серьёзно заниматься футболом. Один из его первых тренеров — Валерий Непомнящий. Довольно быстро его пригласили в юношескую сборную Туркменистана, а позже — в юношескую сборную СССР, в составе которой он участвовал в чемпионате Европы (1972).
Выступал за ашхабадский «Строитель/Колхозчи» в первой и второй лиге СССР. Играл в 1979 в составе сборной Туркменской ССР на летней Спартакиаде народов СССР.
С 1981 — в составе Нистру из Кишинёва. Через год вместе с командой вышел в высшую лигу, однако команда была на порядок слабее старожилов лиги и по окончании сезона вылетела в первую лигу.
Курочкин ещё два сезона был основным голкипером кишинёвцев. В 1986 провел один сезон за «Копетдаг», после чего завершил карьеру (из-за травмы спины) и начал работать тренером в ашхабадской СДЮШОР.
Курочкин считал себя вратарём-самоучкой и поэтому предпочитал играть без перчаток, надевая их только в дождь.
В 90-е работал в «Нисе» и «Небитчи» тренером вратарей. Среди его воспитанников — Павел Харчик.
В 2006 работал помощником у Али Гурбани в ФК «Ашхабад».
В последние годы переквалифицировался в тренеры по футзалу, был тренером ряда команд, в 2010 возглавил сборную Туркменистана по футзалу.

## Статистика
| Сезон | Клуб      | Лига        | Чемпионат | Чемпионат |
| Сезон | Клуб      | Лига        | Игры      | Голы      |
| ----- | --------- | ----------- | --------- | --------- |
| 1971  | Строитель | Вторая лига | ?         | ?         |
| 1972  | Строитель | Вторая лига | ?         | ?         |
| 1973  | Строитель | Первая лига | 23        | 0         |
| 1974  | Строитель | Первая лига | 24        | 0         |
| 1975  | Строитель | Вторая лига | ?         | ?         |
| 1976  | Колхозчи  | Первая лига | 37        | 0         |
| 1977  | Колхозчи  | Первая лига | 38        | (-60)     |
| 1978  | Колхозчи  | Первая лига | 38        | (-60)     |
| 1979  | Колхозчи  | Первая лига | 44        | 0         |
| 1980  | Колхозчи  | Вторая лига | ?         | ?         |
| 1981  | Нистру    | Первая лига | 26        | 0         |
| 1982  | Нистру    | Первая лига | 43        | 0         |
| 1983  | Нистру    | Высшая лига | 17        | (-35)     |
| 1984  | Нистру    | Первая лига | 41        | (-55)     |
| 1985  | Нистру    | Первая лига | 20        | (-32)     |
| 1986  | Копетдаг  | Вторая лига | 8         | 0         |